# أكبر أباد (كوهسرخ)
 أكبر أباد (بالفارسية: اكبراباد)، بالحروف اللاتينية Akbarābād)  هي قرية في مقاطعة كوهسرخ، التابعة لمحافظة خراسان الرضوية، إيران. في تعداد عام 2006، بلغ عدد سكانها 231 نسمة.